# Insectarium de Montreal
O Insectarium de Montreal é um museu educativo, cultural e científico de Montreal (Canadá) que tem por objectivo sensibilizar a população para o mundo dos insectos. É o maior insectário da América e um dos mais importantes do mundo. Recebe anualmente cerca de 400 mil visitantes.
Foi criado em Fevereiro de 1990, com o impulso do entomologista Georges Brossard, que conseguiu convencer o alcaide da cidade, Jean Drapeau, e o director do Jardim botânico, Pierre Bourque, a se envolverem no projecto.
É um dos Muséums Nature de Montréal, juntamente com o Biodôme, o Jardim Botânico e o Planetário.